# Aleksandra Szpakowska
Aleksandra Szpakowska (z domu Malina, ur. 18 lipca 1929, zm. 27 grudnia 2007) – polska szachistka.
W latach 1959–1978 szesnastokrotnie wzięła udział w finałach mistrzostw Polski kobiet. Największy sukces osiągnęła w roku 1965, zdobywając w Łodzi tytuł wicemistrzyni kraju. Oprócz tego, w latach 1964 i 1974 zajmowała czwarte, w 1959 i 1961 – piąte, a w 1967 i 1970 – szóste miejsca w finałowych turniejach. W roku 1960 zajęła V miejsce w rozegranym w Łodzi turnieju kadry (który zarazem był eliminacją do turnieju strefowego), zaś w 1965 była trzecia (za Krystyną Radzikowską i Anną Jurczyńską) w kolejnym turnieju kadry w Lublinie, będącym jednocześnie eliminacją do drużyny olimpijskiej.